# Chiostro Maggiore di San Francesco

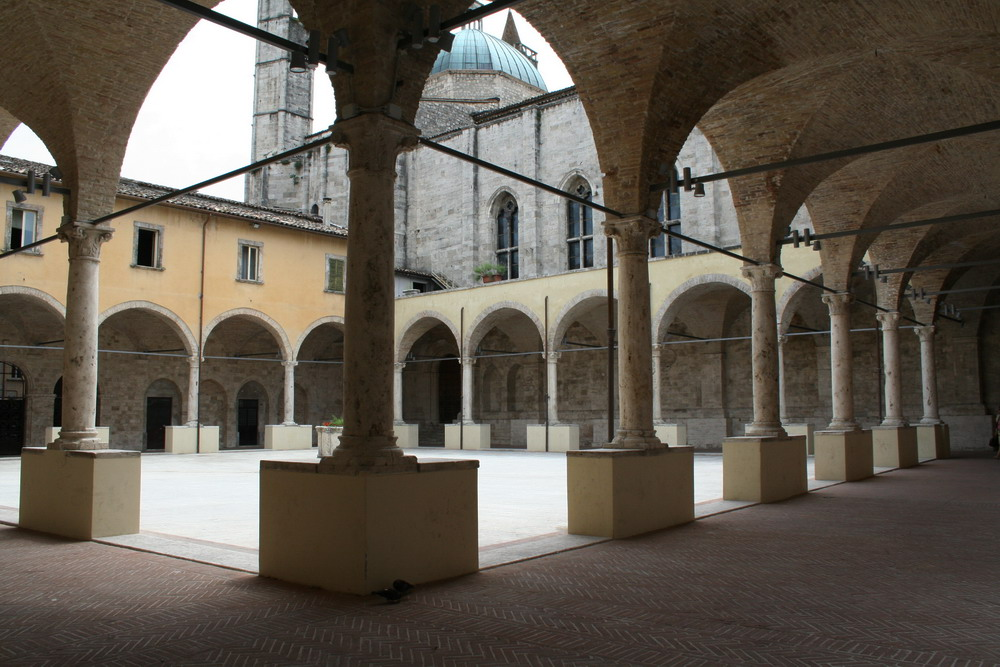
Veduta del chiostro.

Il Chiostro Maggiore di San Francesco di Ascoli Piceno, popolarmente conosciuto anche come Piazza della verdura o Piazza delle erbe, si apre in un arioso spazio quadrangolare tra via del Trivio e via d'Ancaria, nelle vicinanze di Piazza del Popolo e dinanzi al teatro Ventidio Basso.
Appartiene, insieme al Chiostro Minore di San Francesco, al complesso architettonico dell'omonima chiesa.

## Il chiostro
La sua area è preceduta da un portico del XIV secolo formato da archi gotici, sorretti da colonne composite e pilastri a base ottagonale e quadrangolare, che sostengono gli archi. Tale portico, originariamente chiuso, fu aperto negli anni Trenta del Novecento, quando si decise di creare un collegamento diretto tra il chiostro e la via.
Costruito in travertino ed opera muraria, la sua elevazione cominciò nell'anno 1565 grazie al cospicuo lascito testamentario del nobile ascolano Giulio Antonio Santucci. In seguito, per munificenza e prodigalità di Giovan Vincenzo Cataldi, altro importante esponente dell'aristocrazia cittadina, si completò l'edificazione del lato Nord.
La struttura interna del chiostro si compone di 20 archi a tutto sesto, cinque per ogni lato, che si sviluppano su colonne corinzie appoggiate su plinti a muricciolo. 
Si occuparono della realizzazione i maestri lombardi Giacomo di Giovanni e Giovanni Angelo di Marco da Bonera che conclusero i lavori nel 1623.
Al centro della sua area sorge il pozzo, di epoca trecentesca, decorato all'esterno da specchiature rettangolari inquadrate da colonnine tortili di gusto gotico, dai motivi decorativi non troppo dissimili da quelli presenti nel portale centrale della facciata della chiesa di San Francesco.
Sulla parte del porticato corrispondente alla navata sinistra della chiesa di San Francesco si trova la lapide ovale con un'iscrizione tratta dagli Annali di Luca Wadding, che ricorda come le figure di Niccolò IV, il primo papa francescano ed ascolano, e Sisto V, siano entrambi usciti da questo convento e nel suo Studium abbiano compiuto i primi studi. Nell'angolo Nord - Est trova la sua collocazione una piccola fonte.
È consuetudine di molti decenni che ogni mattina, escluse le domeniche e i festivi, questo chiostro ospiti il mercato delle erbe, per tale motivo questo luogo è identificato dagli ascolani quasi esclusivamente col nome di Piazza della Verdura.
La sera precedente la Quintana di agosto, dallo spazio antistante il Chiostro, dalla parte di Via del Trivio, muove uno dei cortei storici della rievocazione che raggiunge il sagrato del duomo cittadino, in Piazza Arringo, dove ha luogo la cerimonia dell'Offerta dei Ceri. 

### L'Oratorio di San Francesco o Sala Cola dell'Amatrice
È una sala che occupa l'area adiacente del chiostro nella sua parte orientale.
Nei secoli il suo spazio ha accolto inizialmente la Sala Capitolare del convento francescano poi, nel XVI secolo, divenne Oratorio del Corpus Domini. In questo periodo fu interamente decorata da un ciclo di affreschi di Cola dell'Amatrice, realizzati attorno al 1520 e raffiguranti scene bibliche, mentre come pala d'altare venne realizzata la Comunione degli Apostoli (oggi nella Pinacoteca Civica). Successivamente il luogo cessò la sua funzione religiosa e, dopo la costruzione di una nuova volta, che ne abbassò l'altezza, divenne armeria della caserma ed infine pescheria comunale.
È stata restituita alla città di Ascoli, nel marzo del 2012, dopo un'attenta ed accurata opera di restauro voluta dall'Amministrazione Comunale presieduta dal sindaco Guido Castelli.
L'intervento conservativo ha favorito anche il recupero di ulteriori decorazioni risalenti al 1704 eseguite dalla scuola di Tommaso Nardini poste nelle lunette sul lato verso il chiostro, oltre che, in corrispondenza della parte alta di una delle pareti, di alcuni brani delle cornici inferiori che inquadravano gli affreschi attribuiti a Cola dell'Amatrice.
Vi sono esposti anche cinque dipinti di Cola dell'Amatrice appartenuti all'Oratorio del Corpus Domini che raffigurano temi dell'Antico Testamento ed episodi della vita del Re Nabucodonosor e di regnanti che hanno trascorso e vissuto vicissitudini simili, e dunque accostabili e allusive a quelle della Passione di Gesù. Tali decorazioni, fino alla loro ricollocazione in questa sala, sono state conservate in un altro ambiente del convento.

## Galleria d'immagini

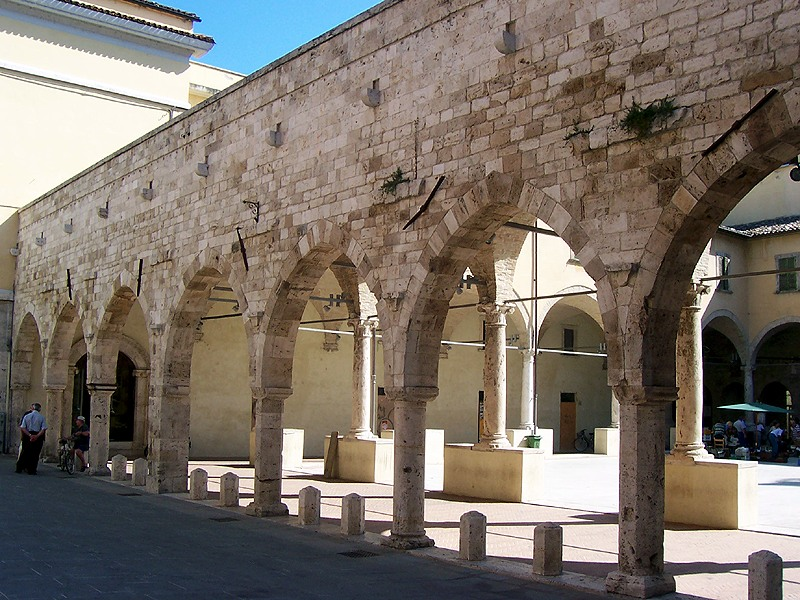
Chiostro di San Francesco
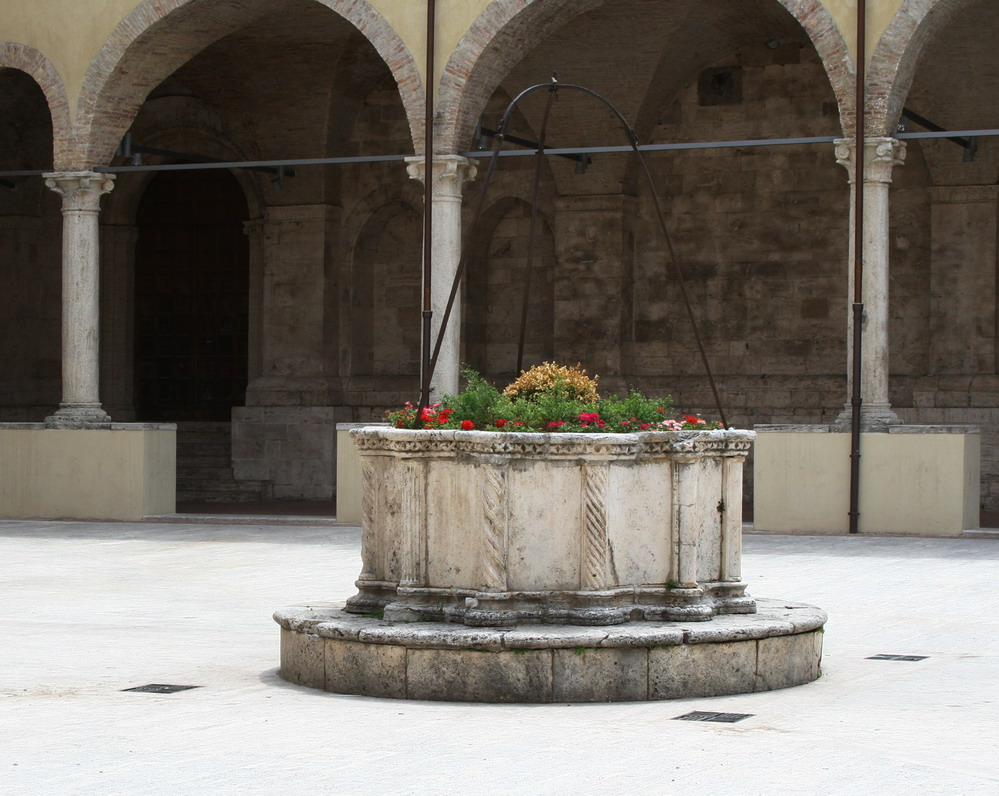
Pozzo gotico
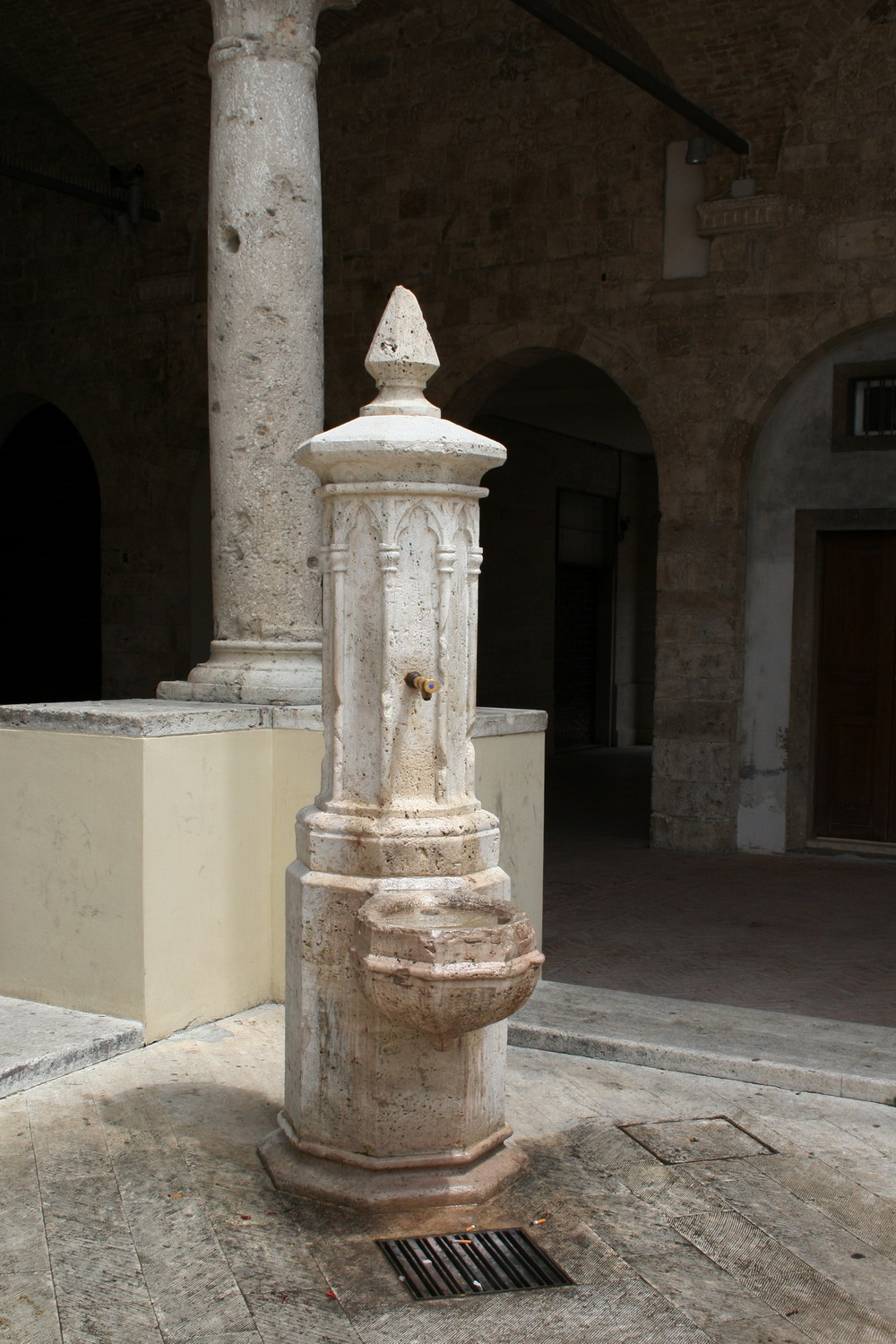
Fontana
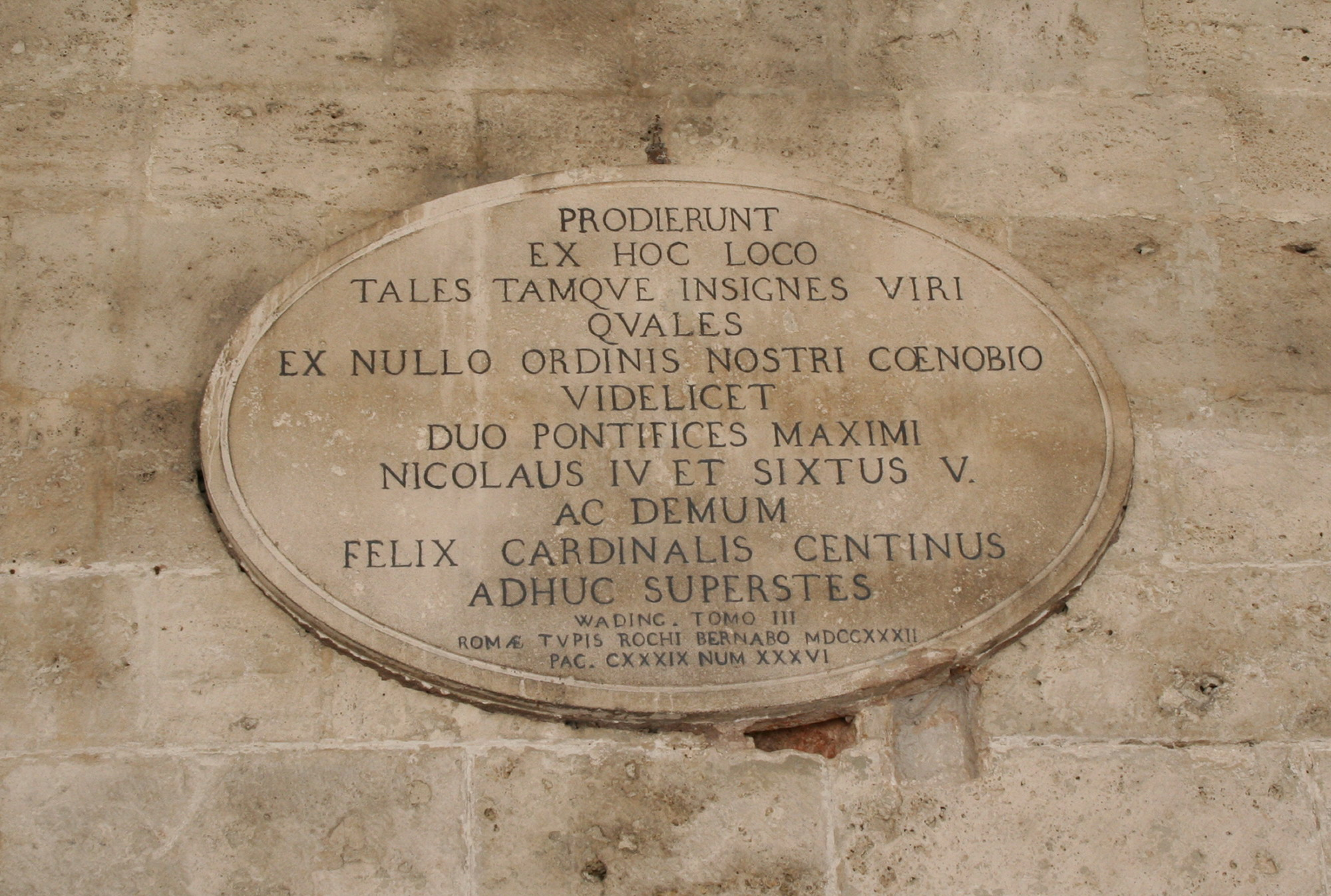
Lapide apposta sotto il porticato